# Il vincente
Il vincente è un film italiano del 2016 diretto e interpretato da Luca Magri, al suo primo film da regista. 
Girato in bianco e nero con un budget irrisorio e ispirato ad alcune esperienze personali del regista e dei suoi due co-sceneggiatori, la pellicola tratta il difficile tema della ludopatia, raccontando la realtà quotidiana di un giovane “vitellone” di provincia. Il film è stato distribuito in Italia il 1º settembre 2016 e ha vinto il Platinum Remi Award al WorldFest-Houston International Film Festival nel 2017.

## Trama
Antonio, giovane benestante di Parma, spende le giornate e i soldi giocando a poker, unica fonte di reddito oltre alla mensilità garantitagli dal padre imprenditore, il quale desidera vederlo impiegato. Qui conosce e si innamora di Dalia, gallerista romana che inizia al gioco d'azzardo. Il vizio li travolge entrambi.

## Produzione
Il film è costato circa 50 000 euro. Originariamente era stato contattato un altro regista e Luca Magri avrebbe dovuto essere solo il protagonista.
Prodotto dalla neonata Avila Entertainment, il film ha avuto una lavorazione di circa due anni e mezzo tra preparazione, riprese e post-produzione, dall'ottobre 2013 all'aprile 2016.
Le riprese del film sono durate cinque settimane tra gennaio e giugno 2014, venendo suddivise in tre nuclei per seguire fotograficamente il cambio delle stagioni. Durante la fase di montaggio sono seguite altre giornate di “reshoot” tra febbraio e maggio 2015, totalizzando un'altra settimana di riprese.
L’attrice Nina Torresi, che interpreta il personaggio della psicologa, ha lavorato al film anche come aiuto regista.
Nelle fasi di scrittura e di riprese il regista si è avvalso della consulenza di ex giocatori d'azzardo.
Il co-sceneggiatore Michele Buttarelli, che nel film interpreta anche il personaggio di Rocco, è stato attore-bambino nella miniserie TV Il prato delle volpi di Piero Schivazappa.

## Distribuzione
Il film stato presentato il 22 agosto 2016 al Mantova Film Fest e distribuito nelle sale nove giorni dopo.
Dall'aprile 2018 al maggio 2019 è stato distribuito negli USA per il mercato on demand sulla piattaforma Amazon Prime con il titolo The Winner - Il vincente.

### Edizioni home video
Il film è stato pubblicato in DVD il 23 giugno 2017 dalla Dynit/Terminal Video.

## Riconoscimenti
- WorldFest Houston
  - 2017 - Platinum Remi Award